# Урош Стефановић
Урош Стефановић (Бања Лука, 2. септембра 1890 — 17. јануар 1972) био је солунски добровољац и активан члан Соколског покрета.

## Биографија
Урош Стефановић рођен је 1890. године у Бањој Луци, гдје су његови родитељи, отац Петар и мајка Јованка (рођ. Гороња), недалеко од Бање Луке држали скромну сеоску кафану. По завршетку основне школе, 1903. године, отишао је у Градишку на трговачки занат. Одмах се укључио у рад Соколског друштва и Друштва трезвености „Побратимство“, а 1910. отпочео је са систематским вјежбањем. Постао је друштвени предњак, а ускоро и замјеник старјешине и припремао сеоску омладину за слет сокола и побратима одржан 1911. у Градишци. У јесен 1911. позван је на одслужење кадровског рока у Аустроугарску војску. Први свјетски рат га затиче у Грацу. Његова Друга босанска регимента, упућена је на галицијски фронт у борбу против Руса. Већ шестог дана, након првог ватреног окршаја (293)
код Лавова, наредник Урош је, заједно са многим Србима, пребјегао на руску страну. Велика група ратних заробљеника прешла је тежак пут преко Самаре, Волге, Урала, Бухаре, Аму Дарје и Сир Дарје, све до Туркестана, гдје је смјештена у напуштени логор пограничног руског пука. У споразуму са српском владом, око 3.500 ратних заробљеника транспортовано је Дунавом у Србију и у августу 1915. Урош Стефановић је стигао у Ниш. Аустроугарска војска је 5. октобра 1915. покренула офанзиву са Саве и Дунава. Четири дана касније Србија је нападнута и са истока јер се Бугарска прикључила Централним силама. Урошева јединица се борила код Сурдулице, гдје је тешко рањен. И поред првих великих побједа српске војске, борба на два фронта и сукоб са великим силама условио је повлачење војске и преко Црне Горе и Албаније према Јадранском мору, одакле је савезничким бродовима пребачена у Грчку и сјеверну Африку. Урош је стигао до Валоне, одатле је пребачен на Сардинију, а потом на Асинару, „острво бијелих магараца“. Почетком 1916. са Асинаре је евакуисан у нови логор, овај пут у Француској, негдје између Марсеја и Тулона, гдје је још шест мјесеци провео у Тулону као реконвалесцент. Октобра 1916, потпуно опорављен, наредник Урош Стефановић је упућен на Солунски фронт. Распоређен је у 15. пјешадијски пук „Стеван Синђелић” (Зајечарски пук) у саставу Тимочке дивизије, која је држала положаје око Кожуф планине. Одатле је са српском војском кренуо у пробој Солунског фронта. Ослобођење 1918. године га је затекло у Травнику, а маја 1919. је демобилисан и вратио се у Бању Луку.
Његова породица била је службено обавијештена да је нестао у Галицији, па су му чак редовно давали парастосе. Као и он, и браћа су му била на фронтовима, а сада потпуно осиромашени. Ускоро је и његов старији брат Љубо успио да поврати стару трговину и гостионицу, па је Урош добио прво привремено запослење. Одмах је почео и борбу за своје економско осамостаљење. Успио је да у Господској улици добије локал, и 20. јуна 1920. године, отворио је колонијалну (294)
радњу коју је потом пререгистровао у трговину деликатесом и шпецерајем. Био је први предсједник Савеза ратних добровољаца Бањолучког среза који је имао велики задатак да евидентира све добровољце и напише појединачне молбе са свим потребним подацима ради добијања добровољачког увјерења. По закону о добровољцима, сваки добровољац – борац са исправним увјерењем, овјереним од Министарства војске и морнарице, добијао би по 50 дунума државне земље, а неборац по 30 дунума. У малој канцеларији уз свој локал са једним чиновником уписивао је, поготово пијачним данима, све борце који су стизали из околних села, писао молбе, водио дневник и отпремао Министарству на рјешавање. Организоване су биле и три комисије за истраживање и диобу расположиве државне земље. Оженио се 20. јануара 1922. године Милевом, са којом је новембра исте године стекао кћерку Стојанку, а јуна 1924. и кћерку Душанку. (295)
Одмах по демобилизацији и повратку у Бању Луку, Урош се враћа и својој старој љубави – соколству. У зиму 1919/1920. похађа савезни соколски течај за предњаке у Љубљани. На годишњој скупштини Соколског друштва „Петар Мркоњић” 1922. изабран је за начелника. Исте године, у великој мјери и његовом заслугом, оснива се Соколска жупа Бањалука, која окупља 11 друштава. Изабран је за замјеника начелника Жупе и ову је дужност обављао 15 година, а за то вријеме обезбједио је представљање њених чланова на соколским слетовима у Београду, Загребу, Љубљани, Осијеку и Сарајеву. На Урошев приједлог, из Словеније је дошао Милош Волк, који је све до Другог свјетског рата радио у Бањолучкој соколској жупи. Бањолучке соколаше предводио је на слетовима у Београду, Љубљани, Бихаћу, и на 8. свесловенском слету у Прагу 1926. То је био њихов први наступ у иностранству, представило се и 110 бањолучких вјежбача и 60 вјежбачица. На свесоколском слету у Прагу, 1938. године, међу 35.000 учесника била је и Бањолучка соколска група.
Урош Стефановић је био неуморни члан Организационог одбора за изградњу Соколског дома краља Александра I Ујединитеља, отвореног 12—13. јуна 1937. великим соколским слетом. У то вријеме, соколство је израсло у масован и снажан покрет, а Бањолучка соколска жупа окупљала је 27 друштава и 66 соколских чета, са преко 7300 вјежбача и 5000 вјежбачица. Након успостављања усташке власти 1941. године, Урош је са породицом, као и велики број угледних српских трговачких породица, протјеран у Србију. Послије рата укључио се у рад Соколског друштва у Бањој Луци, односно ДТВ „Партизан”, које је наставило његове традиције, а у бањолучкој гимназији једно вријеме предавао је гимнастику. (296)
На годишњој скупштини Савеза ратних добровољаца Бањолучког среза 1920. Урош Стефановић је изабран за предсједника. Био је и активан члан Угоститељско-трговачке коморе Врбаске бановине и Српског пјевачког друштва „Јединство”. У већ поодмаклој доби, укључио се у рад Малог црквеног хора, који су 1966. покренули ђакон Ратко Радујковић и Рускиња Марија Витковска. За успјешно вођење соколства Урош Стефановић одликован је орденима Светог Саве III и IV степена.
Урош Стефановић умро је 17. јануара 1972. у Бањој Луци.